# جاستین گیملستاب
 جاستین گیملستاب (انگلیسی: Justin Gimelstob؛ زاده ۲۶ ژانویهٔ ۱۹۷۷) یک تنیس‌باز اهل ایالات متحده آمریکا است.